# Ветка (Новгородская область)
Ве́тка — деревня в Пестовском районе Новгородской области, входит в состав Богословского сельского поселения.

## География
Находится в северо-восточной части Новгородской области на расстоянии приблизительно 33 км на северо-запад по прямой от районного центра города Пестово рядом с железнодорожной линией Хвойная-Пестово недалеко от станции Бугры.

## Население
| 2009 | 2010 |
| ---- | ---- |
| 0    | →0   |

Численность населения: 9 человек (русские 100 %) в 2002 году, 0 в 2010.